# Mécia Mouzinho de Albuquerque
Mécia Mouzinho de Albuquerque (Leiria, Leiria, 1 de Dezembro de 1870 - Lisboa, Alcântara, 10 de Março de 1961) foi uma amazona, filantropa, escritora, poetisa e novelista portuguesa.

## Biografia
Foi grande desportista, distinguindo-se em equitação como uma distinta cavaleira. Mas foi ademais escritora, poetisa, novelista e memorialista, colaborando em muitos jornais e revistas, portugueses e estrangeiros, da sua época, entre os quais A Monarquia, dirigido por Astrigildo Chaves, com início de publicação em 25 de Janeiro de 1916. Assinou algumas vezes Mência Mouzinho de Albuquerque.
Dedicada desde jovem a ações de filantropia, entre muitas iniciativas de benemerência em que se envolveu, deve-se-lhe a fundação da Comissão de Iniciativa Particular da Luta contra o Cancro, desenvolvida com pleno êxito e que depressa se estendeu a todo o País e às então Colónias do Ultramar, e que foi e constituiu como que os alicerces da Liga Anti-Cancerosa ou Liga Portuguesa Contra o Cancro. Corria o ano de 1930 quando organizou o primeiro peditório nas ruas e estabelecimentos comerciais de Lisboa. Segundo o Diário de Lisboa de 14 de Outubro de 1962, o nome da Ex.ma Senhora Dona Mécia Mouzinho de Albuquerque ficou gravado na história da luta anticancerosa de Portugal como uma das maiores beneméritas no combate a esta gravíssima doença.
Quando dos primeiros anos da República, dedicou-se a auxiliar os presos monárquicos e as suas famílias, visitando-os nas prisões e prodigalizando-lhes conforto moral e amparo material, que lhe valeram a gratidão de todos os protegidos. Fundou e organizou a Comissão Central de Subsídios e Rendas de Casa a Prisioneiros e Emigrados Monárquicos ou Associação de Subsídios e Rendas de Casa a Necessitados Monárquicos em 1915, etc.
De vastíssima cultua e muito viajada, percorreu a França, a Espanha, a Itália e a Suíça, em peregrinações intelectuais e artísticas, e colaborou com sua filha na organização de várias exposições e festas portuguesas na Suíça.
Foi delegada literária, em Portugal, da Societé des Gens de Lettres, de Paris, que na sessão em sua honra, em 1957, realizada no Grémio Literário de Lisboa, lhe concedeu a Medalha e Diploma de Honra. Possuía também a Medalha de Vermeille do Mérito Civil e a Medalha Lettres, Arts et Sciences, de França.

### Obras
Publicou, em prosa e verso, os seguintes livros:
- A Tecedeira, poemeto, Lisboa, 1914;
- Fragmentos Históricos, versos, Lisboa, 1917;
- A Sonâmbula, contos, Lisboa, 1918, traduzidos em espanhol por Rafael Rotlan, Madrid, 1919;
- Rainha e Mártir, poemeto, Paris, 1920;
- Pela Vida Fora, versos, Lisboa, 1930;
- A Guitarra, versos, Lisboa, 1932;
- A Sua Majestade El-Rei Senhor Dom Manuel II, poemeto fúnebre, Lisboa, 1932;
- Aventuras de Tomyris, romance, Lisboa, 1943;[6]
- A Monja, ?, Lisboa, 19??;
- etc.;
- Anunciava no prelo, em 1948, um volume de versos intitulado Ao Fim da Estrada, livro que ainda tinha no prelo quando faleceu.

Algumas das suas obras foram traduzidas em espanhol e francês, e mesmo em marata. Escreveu os versos do hino A Espada de Mouzinho, marcha patriótica com música de Arnaldo Martins de Brito, publicado no Livro do Centenário de Mouzinho de Albuquerque, em 1955. Uma das suas últimas produções poéticas foi a Marcha Heróis da Índia, com música de Arnaldo Martins de Brito, e oferecida ao Governador-Geral do Estado da Índia Portuguesa, General Bénard Guedes, sendo o produto da venda destinado aos soldados em missão naquela histórica parcela do território nacional. Aquando do primeiro centenário do nascimento da Rainha Senhora Dona Amélia de Orléans e Bragança, o jornal O Debate, a 25 de Setembro de 1965, evocou a vida da excelsa Soberana através do poema Rainha e Mártir, da autoria de Mécia Mouzinho de Albuquerque.

## Dados genealógicos
Era filha bastarda de Fernando Luís Mouzinho de Albuquerque e de Mafalda Augusta Barbosa de Miranda de Seabra Jacques.
Teve como irmã de Mafalda Mouzinho de Albuquerque que foi igualmente escritora como ela.
Casou em Lisboa, São José, a 15 de Outubro de 1879 ou em 1887 com seu primo João Pereira Mouzinho de Albuquerque Cota Falcão, de quem teve uma filha:
- Fernanda Pereira de Faria Mouzinho de Albuquerque

A veneranda Senhora Dona Mécia viveu longa e benemérita vida na sua casa e residência pombalina da Rua da Junqueira, onde faleceu, frente à Rua que a Excelentíssima Vereação do Município de Lisboa distinguiu com o seu nome, a 24 de Outubro de 1970. O descerramento da placa toponomástica foi realizado por sua filha Fernanda, com a assistência do Senhor Presidente da Câmara Municipal de Lisboa, Engenheiro Fernando Augusto Santos e Castro, e do Vice-Presidente D. Segismundo do Carmo da Câmara de Saldanha, tendo discursado o historiador e publicista Professor Dr. Francisco de Assis de Oliveira Martins.